# Juan Pablo Carrizo
Juan Pablo Carrizo (Empalme Villa Constitución, Província de Santa Fe, Argentina; 6 de maig de 1984) és un futbolista argentí que juga com a porter.

## Trajectòria

### Inicis
Va jugar a les categories inferiors de Societat Italiana, després de deixar aquest club passa al Club Academia Ernesto Duchini. Va anar a diversos partits del sub-15 i sub-17 argentí com a jugador de Duchini després de ser recomanat pel Pato Fillol.

### River Plate
Carrizo va eixir de les categories inferiors de River Plate i en el Torneo Clausura 2002 va ser suplent d'Ángel Comizzo amb 18 anys. A començaments de l'any 2006, Daniel Passarella va decidir que es quedara en l'arc per Germán Lux. Va debutar en l'arc Millonario en la represa de la Copa Libertadores. Va ser 6-0 a Oriente Petrolero en el Monumental. Per tornejos locals va debutar uns dies després en la primera data contra Tiro Federal a Rosario, va ser 5-0 a favor de River. El dia 6 d'abril de 2007, en un superclàssic davant Boca Juniors en La Bombonera es va lluir considerablement, sent responsable que el seu equip no perdera per golejada davant el clàssic rival, blocant tirs de tota mena de Martín Palermo i Juan Román Riquelme, i tapant un m a Rodrigo Palacio. El partit ava concloure 1 a 1 con gol de Pablo Ledesma para los locales, y Mauro Rosales va marcar pels visitants. "El Glorioso JP" va ser el títol de la tapa del Diari Olé on va ser qualificat amb un 9.
Va ser comprat per la SS Lazio d'Itàlia mitjançant un contracte de 10 milions de dòlars gràcies al seu representant; Jesuly Barciela, per 5 temporades, "Ja vaig complir una etapa, la meua prioritat ara és seguir creixent, conèixer altra cultura, un altre futbol", però a causa de problemes amb el passaport comunitari (ja que ell mateix es va demorar i el conjunt romà comptava amb el seu contingent d'estrangers al màxim), va ser cedit al River Plate per un any durant l'últim semestre de 2007 i el primer semestre de 2008, perquè no perdés la continuïtat."Yo elegí volver", manifestà Carrizo en tornar, tot i que no és menys cert que el seu retorn es va deure al fet que la SS Lazio no va voler cedir-lo a un altre equip del Calcio.
D'aquesta manera, va haver de jugar un any més a l'Argentina. En les primeres 10 dates de la Primera divisió argentina només va rebre 2 gols. En aquest mateix torneig, va arribar a un rècord personal de 598 minuts imbatut.
Va ser campió del Torneig Clausura 2008 amb River Plate, amb la porteria menys batuda del torneig, amb 11 gols en els 19 partits disputats. Sense dubte va ser el pany de l'arc de l'equip de Simeone, i la garantia de diversos triomfs que va encadenar el milionari aquest any, malgrat una defensa molt qüestionada, amb jugadors fortament criticats per l'afició, com Gustavo Cabral i Nicolás Sánchez.

### S.S. Lazio
Carrizo anava a passar a la Lazio a l'estiu (juliol-agost) de 2007, però l'acord va fracassar per complicacions sobre l'elegibilitat de Carrizo de la ciutadania europea. Finalment, registrat amb el Professionisti Lega Nazionale, el 6 de juny de 2008.

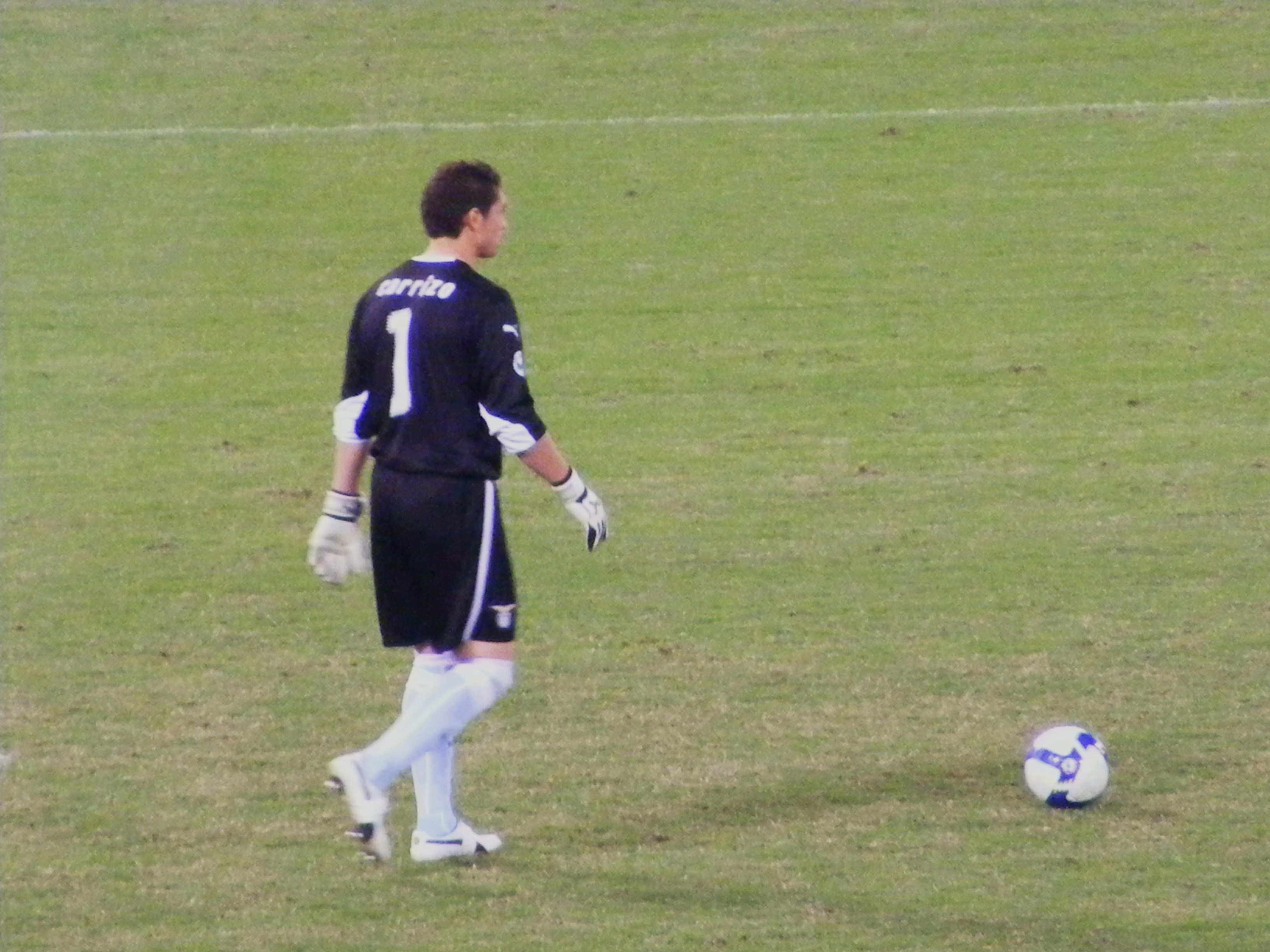
Carrizo amb la samarreta de la Lazio

El 8 de juliol de 2008, Carrizo va arribar a Roma i va ser presentat oficialment als mitjans de comunicació i aficionats com un jugador de Lazio per primera vegada, indicant la seva ambició de guanyar el "Derby della Capitale" contra l'AS Roma.
El 2008 semblava ser l'any perfecte per a Carrizo, sent titular en la Selecció Argentina i començant la temporada com a titular al SS Lazio. Però després de la derrota a la Sèrie A contra Càller per 4-1 va perdre la titularitat de l'arc en mans de l'uruguaià Fernando Muslera (actual porter de la selecció de futbol d'Uruguai), i va haver de marxar a un altre equip, principalment, per la seva pèssima relació amb l'entrenador.